# Luis Salom
Pour les articles homonymes, voir Salom.
Luis Salom Horrach, né le 7 août 1991 à Palma de Mallorca et mort le 3 juin 2016 à Barcelone, à l'âge de 24 ans, lors des essais libres de Moto2 du Grand Prix de Catalogne, est un pilote de vitesse moto espagnol.

## Carrière

### Début de carrière
Né à Palma de Mallorca, Luis Salom commence la compétition à l'âge de 8 ans, en remportant le championnat Supermotard des Baléares 50 cm3. Il progresse dans les championnats 125 cm3 à partir de 2005, et devient encore une fois champion des Baléares pour deux années de suite, avant de passer dans le championnat CEV Buckler en 2007.
Lors de sa première saison complète dans le championnat national, Luis Salom termine septième dans la série, avec un seul podium à Catalunya. Il prend également part à la Red Bull MotoGP Rookies Cup en 2007, en prenant la quatrième place dans ce championnat grâce à une victoire à Assen et une seconde place à Jerez. Il continue dans cette série en 2008, où il va  gagner quatre des cinq premières courses de la saison avec une avance de 13 points par rapport à JD Beach. Beach remporte ce championnat avec quatre points d'avance sur Salom, après que ce dernier s'est retiré des courses à Sachsenring et à Brno. Il termine également deuxième derrière Efrén Vázquez dans le championnat CEV Buckler.

### Championnat du monde 125 cm3
Luis Salom participe à son premier Grand Prix en tant que pilote invité (wildcard) au  Grand Prix d'Espagne 2009, finissant 23e. Après une autre course en tant que pilote invité au Grand Prix de Catalogne 2009, Salom dispute le championnat à temps plein, en remplacement de Simone Corsi avec l'équipe  Jack&Jones WRB team. En douze courses, Luis Salom amasse 21 points, se classant dans les points cinq fois sur  l'Aprilia et réalisant une sixième place à  Donington, ceci étant son meilleur résultat.
Il est engagé avec l'équipe Lambretta team pour la saison 2010. Après avoir ramassé seulement un point avec Lambretta de la saison à Jerez, Salom poursuit avec l'équipe  Stipa-Molenaar Racing pour le reste de la saison, où il rajoute 71 autres points à son compteur, dont neuf courses dans le top-10 pour lui permettre de terminer 12e au championnat.
En 2012, il intègre RW Racing GP et révèle son potentiel en remportant deux victoires en 2012 et devenant vice-Champion du Monde Moto3. Il signe chez Red Bull KTM Ajo afin de conquérir le titre mondial en 2013 et réalise une excellente saison, ponctuée par sept victoires et cinq podiums, qu’il finit cependant en troisième position après ses chutes à Motegi puis à Valence. Il passe néanmoins au Moto2 en 2014 avec l’équipe de Sito Pons, dans laquelle il retrouve son rival Maverick Viñales, le Champion du Monde Moto3 2013.
Durant les Essais Libres 2 du Grand Prix de Catalogne 2016, Luis Salom chute. Il est transporté jusqu'à l'hôpital général où il succombe à ses blessures. Ce décès intervient presque 5 ans après celui de l'Italien Marco Simoncelli et 6 ans après celui du Japonais Shoya Tomizawa.

## Résultats

### Par saison
| Saison | Catégorie | Moto      | Course | Victoire | Podium | Pole position | Record du tour | Points | Classement final |
| ------ | --------- | --------- | ------ | -------- | ------ | ------------- | -------------- | ------ | ---------------- |
| 2009   | 125 cm3   | Honda     | 12     | 0        | 0      | 0             | 0              | 21     | 22e              |
| 2009   | 125 cm3   | Aprilia   | 12     | 0        | 0      | 0             | 0              | 21     | 22e              |
| 2010   | 125 cm3   | Lambretta | 16     | 0        | 0      | 0             | 0              | 72     | 12e              |
| 2010   | 125 cm3   | Aprilia   | 16     | 0        | 0      | 0             | 0              | 72     | 12e              |
| 2011   | 125 cm3   | Aprilia   | 15     | 0        | 2      | 0             | 0              | 116    | 8e               |
| 2012   | Moto3     | Kalex KTM | 17     | 2        | 8      | 0             | 1              | 214    | 2e               |
| 2013   | Moto3     | KTM       | 17     | 7        | 12     | 4             | 5              | 302    | 3e               |
| 2014   | Moto2     | Kalex     | 18     | 0        | 2      | 0             | 1              | 85     | 8e               |
| 2015   | Moto2     | Kalex     | 17     | 0        | 0      | 0             | 0              | 80     | 13e              |
| 2016   | Moto2     | Kalex     | 6      | 0        | 1      | 0             | 0              | 37     | 19e              |
| Total  |           |           | 118    | 9        | 25     | 4             | 7              | 927    |                  |

### Par catégorie
| Catégorie | Saisons   | 1er Grand Prix | 1er podium | 1re victoire | Course | Victoire | Podiums | Pole position | Record du tour | Points | Titre |
| --------- | --------- | -------------- | ---------- | ------------ | ------ | -------- | ------- | ------------- | -------------- | ------ | ----- |
| 125 cm3   | 2009–2011 | ESP 2009       | P-B 2011   |              | 43     | 0        | 2       | 0             | 0              | 209    |       |
| Moto3     | 2012–2013 | QAT 2012       | ESP 2012   | ESP 2012     | 34     | 9        | 20      | 4             | 6              | 516    |       |
| Moto2     | 2014–2016 | QAT 2014       | ARG 2014   |              | 41     | 0        | 3       | 0             | 1              | 207    |       |
| Total     | 2009-2016 |                |            |              | 118    | 9        | 25      | 4             | 7              | 927    |       |

### Courses par année
(Les courses en gras indiquent une pole position ; les courses en italique indiquent un meilleur tour en course)
| Année | Catégorie | Moto      | 1       | 2       | 3      | 4       | 5       | 6       | 7       | 8       | 9       | 10      | 11      | 12      | 13     | 14      | 15      | 16      | 17     | 18    | classement final | Points |
| ----- | --------- | --------- | ------- | ------- | ------ | ------- | ------- | ------- | ------- | ------- | ------- | ------- | ------- | ------- | ------ | ------- | ------- | ------- | ------ | ----- | ---------------- | ------ |
| 2009  | 125 cm3   | Honda     | QAT     | JPN     | SPA 23 | FRA     | ITA     | CAT Ret |         |         |         |         |         |         |        |         |         |         |        |       | 22e              | 21     |
| 2009  | 125 cm3   | Aprilia   |         |         |        |         |         |         | NED 16  | GER 13  | GBR 6   | CZE Ret | IND 13  | RSM 21  | POR 15 | AUS 19  | MAL 15  | VAL 13  |        |       | 22e              | 21     |
| 2010  | 125 cm3   | Lambretta | QAT Ret | SPA 15  |        |         |         |         |         |         |         |         |         |         |        |         |         |         |        |       | 12e              | 72     |
| 2010  | 125 cm3   | Aprilia   |         |         | FRA 10 | ITA DNS | GBR Ret | NED 8   | CAT Ret | GER Ret | CZE 10  | IND 12  | RSM Ret | ARA 10  | JPN 8  | MAL 8   | AUS 8   | POR 5   | VAL 10 |       | 12e              | 72     |
| 2011  | 125 cm3   | Aprilia   | QAT 8   | SPA Ret | POR 8  | FRA 10  | CAT Ret | GBR 4   | NED 2   | ITA 6   | GER 5   | CZE DNS | IND     | RSM Ret | ARA 5  | JPN 23  | AUS 2   | MAL Ret | VAL 7  |       | 8e               | 116    |
| 2012  | Moto3     | Kalex KTM | QAT 4   | SPA 2   | POR 3  | FRA Ab. | CAT 10  | GBR 2   | NED 4   | GER 3   | ITA Ab. | IND 1   | CZE 2   | RSM 2   | ARA 1  | JPN Ab. | MAL 4   | AUS 15  | VAL 10 |       | 2e               | 214    |
| 2013  | Moto3     | KTM       | QAT 1   | AME 3   | SPA 2  | FRA 3   | ITA 1   | CAT 1   | NED 1   | GER 2   | IND 5   | CZE 1   | GBR 1   | RSM 4   | ARA 4  | MAL 1   | AUS 3   | JPN Ab. | VAL 14 |       | 3e               | 302    |
| 2014  | Moto2     | Kalex     | QAT 14  | AME Ab. | ARG 3  | SPA 6   | FRA 5   | ITA 2   | CAT Ab. | NED 15  | GER 14  | IND 26  | CZE Ab. | GBR 19  | RSM 15 | ARA 13  | JPN 15  | AUS 17  | MAL 11 | VAL 4 | 8e               | 85     |
| 2015  | Moto2     | Kalex     | QAT Ab. | AME 27  | ARG 11 | SPA 7   | FRA Ab. | ITA 5   | CAT 5   | NED DNS | GER 17  | IND 16  | CZE 9   | GBR 17  | RSM 9  | ARA Ab. | JPN Ab. | AUS 6   | MAL 6  | VAL 6 | 13e              | 80     |
| 2016  | Moto2     | Kalex     | QAT 2   | ARG 15  | AME 13 | SPA 9   | FRA 10  | ITA Ab. | CAT DNS | NED     | GER     | AUT     | CZE     | GBR     | RSM    | ARA     | JPN     | AUS     | MAL    | VAL   | 19e              | 37     |

## Palmarès
- 1 place de vice-champion du monde en championnat du monde en Moto3 en 2012.
- 1 place de 3e en championnat du monde en Moto3 en 2013.
- 118 départs.
- 9 victoires (9 en Moto3).
- 10 deuxièmes place.
- 6 troisièmes place.
- 4 poles (4 en Moto3).
- 25 podiums (3 en Moto2 / 20 en Moto3 / 2 en 125 cm3).
- 7 meilleurs tours en course.

### Victoires en Moto3: 9
| Année | Lieu du Grand Prix                    | Circuit                         | Ville       |
| ----- | ------------------------------------- | ------------------------------- | ----------- |
| 2012  | Grand Prix moto d'Indianapolis        | Indianapolis Motor Speedway     | Speedway    |
| 2012  | Grand Prix moto d'Aragon              | Circuit Motorland Aragon        | Alcañiz     |
| 2013  | Grand Prix moto du Qatar              | Circuit international de Losail | Doha        |
| 2013  | Grand Prix moto d'Italie              | Circuit du Mugello              | Florence    |
| 2013  | Grand Prix moto de Catalogne          | Circuit de Catalogne            | Barcelone   |
| 2013  | Grand Prix moto des Pays-Bas          | TT Circuit Assen                | Assen       |
| 2013  | Grand Prix moto de République tchèque | Circuit de Masaryk              | Brno        |
| 2013  | Grand Prix moto de Grande-Bretagne    | Circuit de Silverstone          | Silverstone |
| 2013  | Grand Prix moto de Malaisie           | Circuit international de Sepang | Sepang      |